# Äsgärabad
Äsgärabad (azerbajdzjanska: Əsgərabad) är en ort i Azerbajdzjan.   Den ligger i distriktet Biläsuvar, i den sydöstra delen av landet, 150 kilometer sydväst om huvudstaden Baku. Antalet invånare är 3 624.
Terrängen runt Äsgärabad är platt, och sluttar österut. Närmaste större samhälle är distriktshuvudorten Biläsuvar, 3,8 kilometer nordväst om Äsgärabad.
Trakten runt Äsgärabad består till största delen av jordbruksmark. Runt Äsgärabad är det ganska tätbefolkat, med 56 invånare per kvadratkilometer.